# Кубок Украины по футболу 2000/2001
В десятом розыгрыше Кубка Украины по футболу сезона 2000/01 года приняли участие 28 команд высшей и первой лиг и четыре полуфиналиста Кубка второй лиги (из 44 команд).
Проходил с 16 сентября 2000 года по 27 мая 2001 года.

## Участники
| Клубы высшей лиги: | Клубы первой лиги: | Полуфиналисты Кубка второй лиги:                                                              |
| - «Ворскла» (Полтава) - «Динамо» (Киев) - «Днепр» (Днепропетровск) - «Карпаты» (Львов) - «Кривбасс» (Кривой Рог) - «Металлист» (Харьков) - «Металлург» (Донецк) - «Металлург» (Запорожье) - «Металлург» (Мариуполь) - «Нива» (Тернополь) - «Сталь» (Алчевск) - «Таврия» (Симферополь) - ЦСКА (Киев) - «Шахтер» (Донецк) | - «Борисфен» (Борисполь) - «Буковина» (Черновцы) - ФК «Винница» - «Волынь» (Луцк) - «Закарпатье» (Ужгород) - «Звезда» (Кировоград) - ФК «Львов» - «Металлург» (Никополь) - ФК «Николаев» - «Полиграфтехника» (Александрия) - «Прикарпатье» (Ивано-Франковск) - «Спартак» (Сумы) - ФК «Черкассы» - «Черноморец» (Одесса) | - «Машиностроитель» (Дружковка) - «Полесье» (Житомир) - «Сокол» (Золочев) - «Титан» (Армянск) |

## Турнирная сетка
|  | 1/16 финала 16—19 сентября 2000 | 1/16 финала 16—19 сентября 2000 |  |  | 1/8 финала 23 сентября 2000 | 1/8 финала 23 сентября 2000 |                          |                         | Четвертьфиналы 2 ноября 2000 | Четвертьфиналы 2 ноября 2000 |  |  | Полуфиналы 11 апреля 2000 | Полуфиналы 11 апреля 2000 |  |  | Финал 27 мая 2001 | Финал 27 мая 2001 |
|  |                                 |                                 |  |  |                             |                             |                          |                         |                              |                              |  |  |                           |                           |  |  |                   |                   |
|  | «Полесье» (Житомир)             | 2                               |  |  |                             |                             |                          |                         |                              |                              |  |  |                           |                           |  |  |                   |                   |
|  | «Ворскла» (Полтава)             | 1                               |  |  | «Полесье» (Житомир)         | 0                           |                          |                         |                              |                              |  |  |                           |                           |  |  |                   |                   |
|  | «Звезда» (Кировоград)           | 1                               |  |  | «Металлург» (Донецк)        | 1                           |                          |                         |                              |                              |  |  |                           |                           |  |  |                   |                   |
|  | «Металлург» (Донецк)            | 2                               |  |  |                             |                             |                          | «Металлург» (Донецк)    | 0                            |                              |  |  |                           |                           |  |  |                   |                   |
|  | «Сокол» (Золочев)               | 2                               |  |  | «Металлург» (Мариуполь)     | 2                           |                          |                         |                              |                              |  |  |                           |                           |  |  |                   |                   |
|  | «Сталь» (Алчевск)               | 1                               |  |  | «Сокол» (Золочев)           | 0                           |                          |                         |                              |                              |  |  |                           |                           |  |  |                   |                   |
|  | «Металлург» (Мариуполь)         | 3                               |  |  | «Металлург» (Мариуполь)     | 2                           |                          |                         |                              |                              |  |  |                           |                           |  |  |                   |                   |
|  | «Волынь» (Луцк)                 | 2                               |  |  |                             |                             |                          | «Металлург» (Мариуполь) | 1                            |                              |  |  |                           |                           |  |  |                   |                   |
|  | «Машиностроитель» (Дружковка)   | 1                               |  |  | «Шахтер» (Донецк)           | 2                           |                          |                         |                              |                              |  |  |                           |                           |  |  |                   |                   |
|  | «Металлист» (Харьков)           | 1                               |  |  | «Металлист» (Харьков)       | 0                           |                          |                         |                              |                              |  |  |                           |                           |  |  |                   |                   |
|  | «Буковина» (Черновцы)           | 0                               |  |  | «Кривбасс» (Кривой Рог)     | 2                           |                          |                         |                              |                              |  |  |                           |                           |  |  |                   |                   |
|  | «Кривбасс» (Кривой Рог)         | 1                               |  |  |                             |                             | «Кривбасс» (Кривой Рог)  | 1                       |                              |                              |  |  |                           |                           |  |  |                   |                   |
|  | Закарпатье (Ужгород)            | +                               |  |  | «Шахтер» (Донецк)           | 5                           |                          |                         |                              |                              |  |  |                           |                           |  |  |                   |                   |
|  | «Титан» (Армянск)               | -                               |  |  | Закарпатье (Ужгород)        | 1                           |                          |                         |                              |                              |  |  |                           |                           |  |  |                   |                   |
|  | «Полиграфтехника» (Александрия) | 0                               |  |  | «Шахтер» (Донецк)           | 2                           |                          |                         |                              |                              |  |  |                           |                           |  |  |                   |                   |
|  | «Шахтёр» (Донецк)               | 3                               |  |  |                             |                             |                          | «Шахтер» (Донецк)       | 2                            |                              |  |  |                           |                           |  |  |                   |                   |
|  | «Спартак» (Сумы)                | 0                               |  |  | ЦСКА (Киев)                 | 1                           |                          |                         |                              |                              |  |  |                           |                           |  |  |                   |                   |
|  | «Динамо» (Киев)                 | 0                               |  |  | «Спартак» (Сумы)            | 3                           |                          |                         |                              |                              |  |  |                           |                           |  |  |                   |                   |
|  | СК «Николаев»                   | 0                               |  |  | «Таврия» (Симферополь)      | 2                           |                          |                         |                              |                              |  |  |                           |                           |  |  |                   |                   |
|  | «Таврия» (Симферополь)          | 3                               |  |  |                             |                             | «Спартак» (Сумы)         | 1                       |                              |                              |  |  |                           |                           |  |  |                   |                   |
|  | «Борисфен» (Борисполь)          | 1                               |  |  | ЦСКА (Киев)                 | 4                           |                          |                         |                              |                              |  |  |                           |                           |  |  |                   |                   |
|  | ЦСКА (Киев)                     | 2                               |  |  | ЦСКА (Киев)                 | 2                           |                          |                         |                              |                              |  |  |                           |                           |  |  |                   |                   |
|  | ФК «Черкассы»                   | 0                               |  |  | «Нива» (Тернополь)          | 0                           |                          |                         |                              |                              |  |  |                           |                           |  |  |                   |                   |
|  | «Нива» (Тернополь)              | 1                               |  |  |                             |                             | ЦСКА (Киев)              | 3                       |                              |                              |  |  |                           |                           |  |  |                   |                   |
|  | «Металлург» (Никополь)          | 1                               |  |  | «Днепр» (Днепропетровск)    | 1                           |                          |                         |                              |                              |  |  |                           |                           |  |  |                   |                   |
|  | «Днепр» (Днепропетровск)        | 3                               |  |  | «Днепр» (Днепропетровск)    | 3                           |                          |                         |                              |                              |  |  |                           |                           |  |  |                   |                   |
|  | «Прикарпатье» (Ивано-Франковск) | 1                               |  |  | «Металлург» (Запорожье)     | 1                           |                          |                         |                              |                              |  |  |                           |                           |  |  |                   |                   |
|  | «Металлург» (Запорожье)         | 3                               |  |  |                             |                             | «Днепр» (Днепропетровск) | 1                       |                              |                              |  |  |                           |                           |  |  |                   |                   |
|  | ФК «Львов»                      | 0                               |  |  | ФК «Львов»                  | 0                           |                          |                         |                              |                              |  |  |                           |                           |  |  |                   |                   |
|  | ФК «Винница»                    | 0                               |  |  | ФК «Львов»                  | 2                           |                          |                         |                              |                              |  |  |                           |                           |  |  |                   |                   |
|  | «Черноморец» (Одесса)           | 3                               |  |  | «Черноморец» (Одесса)       | 0                           |                          |                         |                              |                              |  |  |                           |                           |  |  |                   |                   |
|  | «Карпаты» (Львов)               | 1                               |  |  |                             |                             |                          |                         |                              |                              |  |  |                           |                           |  |  |                   |                   |

## 1/16 финала
| Команда 1                       | Счёт         | Команда 2                |
| ------------------------------- | ------------ | ------------------------ |
| 16 сентября 2000 года           |              |                          |
| «Полиграфтехника» (Александрия) | 0:3          | «Шахтер» (Донецк)        |
| «Спартак» (Сумы)                | 0:0 (п. 4:2) | «Динамо» (Киев)          |
| «Сокол» (Золочев)               | 2:1          | «Сталь» (Алчевск)        |
| 17 сентября 2000 года           |              |                          |
| «Прикарпатье» (Ивано-Франковск) | 1:3          | «Металлург» (Запорожье)  |
| «Черноморец» (Одесса)           | 3:1          | «Карпаты» (Львов)        |
| «Звезда» (Кировоград)           | 1:2 (д.в.)   | «Металлург» (Донецк)     |
| ФК «Черкассы»                   | 0:1          | «Нива» (Тернополь)       |
| ФК «Николаев»                   | 0:3          | «Таврия» (Симферополь)   |
| ФК «Львов»                      | 0:0 (п. 3:1) | ФК «Винница»             |
| «Металлург» (Мариуполь)         | 3:2          | «Волынь» (Луцк)          |
| «Металлург» (Никополь)          | 1:3          | «Днепр» (Днепропетровск) |
| «Закарпатье» (Ужгород)          | +:-          | «Титан» (Армянск)        |
| «Борисфен» (Борисполь)          | 1:2          | ЦСКА (Киев)              |
| «Машиностроитель» (Дружковка)   | 1:1 (п. 4:5) | «Металлист» (Харьков)    |
| 18 сентября 2000 года           |              |                          |
| «Буковина» (Черновцы)           | 0:1          | «Кривбасс» (Кривой Рог)  |
| 19 сентября 2000 года           |              |                          |
| «Полесье» (Житомир)             | 2:1          | «Ворскла» (Полтава)      |

- Армянский «Титан» отказался от участия в розыгрыше. В матче с «Закарпатьем» ему засчитано техническое поражение

### Результаты
| «Спартак» (Сумы)                                      | 0:0 (доп. вр.)  | «Динамо» (Киев)                          |
| ----------------------------------------------------- | --------------- | ---------------------------------------- |
|                                                       | протокол (укр.) |                                          |
| Пенальти                                              |                 |                                          |
| Таргонский · Совенко · Листопадов · Охрименко · Богач | 4:2             | Михайленко · Яшкин · Герасименко · Скоба |

| «Сокол» (Золочев)       | 2:1             | «Сталь» (Алчевск) |
| ----------------------- | --------------- | ----------------- |
| Жицкий 12′ · Яцурак 36′ | протокол (укр.) | 86′ Кучирка       |

| «Полиграфтехника» (Александрия) | 0:3             | «Шахтер» (Донецк)                     |
| ------------------------------- | --------------- | ------------------------------------- |
|                                 | протокол (укр.) | 86′ Тимощук · 86′ Воробей · 86′ Белик |

| «Звезда» (Кировоград) | 1:2 (доп. вр.)  | «Металлург» (Донецк)                |
| --------------------- | --------------- | ----------------------------------- |
| Гасанов 83′ (пен.)    | протокол (укр.) | 15′ (пен.) Пилипчук · 118′ Завьялов |

| «Машиностроитель» (Дружковка)                  | 1:1 (доп. вр.)  | «Металлист» (Харьков)                              |
| ---------------------------------------------- | --------------- | -------------------------------------------------- |
| Зайчук 12′                                     | протокол (укр.) | 79′ Гольдин                                        |
| Пенальти                                       |                 |                                                    |
| Коваленко · Чаган · Мацюк · Булгаков · Ладейко | 4:5             | Пец · Школьников · Кравченко · Иваненко · Запояска |

| «Прикарпатье» (Ивано-Франковск) | 1:3             | «Металлург» (Запорожье)        |
| ------------------------------- | --------------- | ------------------------------ |
| Редушко 60′                     | протокол (укр.) | 9′, 65′ Демченко · 26′ Матвеев |

| «Металлург» (Никополь) | 1:3             | «Днепр» (Днепропетровск)             |
| ---------------------- | --------------- | ------------------------------------ |
| Коваленко 70′          | протокол (укр.) | 39′, 79′ (пен.) Зубков · 86′ Головко |

| «Борисфен» (Борисполь) | 1:2             | ЦСКА (Киев)               |
| ---------------------- | --------------- | ------------------------- |
| Крохмаль 70′           | протокол (укр.) | 37′ Косырин · 61′ Билозор |

| «Черноморец» (Одесса)                    | 3:1             | «Карпаты» (Львов) |
| ---------------------------------------- | --------------- | ----------------- |
| Бредис 10′ · Драницкий 42′ · Мочуляк 78′ | протокол (укр.) | 43′ Назаров       |

| ФК «Львов»                           | 0:0 (доп. вр.)  | ФК «Винница»                         |
| ------------------------------------ | --------------- | ------------------------------------ |
|                                      | протокол (укр.) |                                      |
| Пенальти                             |                 |                                      |
| Мазур · Ефименко · Ризник · Драголюк | 3:1             | Кондратюк · Луценко · Лелюк · Стахив |

| ФК «Черкассы» | 0:1             | «Нива» (Тернополь) |
| ------------- | --------------- | ------------------ |
|               | протокол (укр.) | 53′ Капанадзе      |

| «Металлург» (Мариуполь)                   | 3:2             | «Волынь» (Луцк)                        |
| ----------------------------------------- | --------------- | -------------------------------------- |
| Гайдаш 47′ · Рыкун 51′ (пен.) · Бабич 59′ | протокол (укр.) | 65′ Матвийчук · 75′ (пен.) Кохановский |

| ФК «Николаев» | 0:3             | «Таврия» (Симферополь)            |
| ------------- | --------------- | --------------------------------- |
|               | протокол (укр.) | 38′ Трапаидзе · 73′, 88′ Гигиадзе |

| «Буковина» (Черновцы) | 0:1             | «Кривбасс» (Кривой Рог) |
| --------------------- | --------------- | ----------------------- |
|                       | протокол (укр.) | 38′ Рымшин              |

| «Полесье» (Житомир)  | 2:1             | «Ворскла» (Полтава) |
| -------------------- | --------------- | ------------------- |
| Гук 10′ · Скидан 36′ | протокол (укр.) | 86′ Мелащенко       |

## 1/8 финала
| Команда 1                | Счёт       | Команда 2               |
| ------------------------ | ---------- | ----------------------- |
| 23 сентября 2000 года    |            |                         |
| «Сокол» (Золочев)        | 0:2        | «Металлург» (Мариуполь) |
| «Закарпатье» (Ужгород)   | 1:2        | «Шахтер» (Донецк)       |
| «Спартак» (Сумы)         | 3:2        | «Таврия» (Симферополь)  |
| ФК «Львов»               | 2:0        | «Черноморец» (Одесса)   |
| ЦСКА (Киев)              | 2:0        | «Нива» (Тернополь)      |
| «Днепр» (Днепропетровск) | 3:1 (д.в.) | «Металлург» (Запорожье) |
| «Полесье» (Житомир)      | 0:1        | «Металлург» (Донецк)    |
| «Металлист» (Харьков)    | 0:2        | «Кривбасс» (Кривой Рог) |

### Результаты
| «Спартак» (Сумы)                            | 3:2             | «Таврия» (Симферополь)           |
| ------------------------------------------- | --------------- | -------------------------------- |
| Таргонский 11′ · Захарченко 20′ · Михно 53′ | протокол (укр.) | 72′ (пен.) Ключик · 90′ Гигиадзе |

| «Закарпатье» (Ужгород) | 1:2             | «Шахтер» (Донецк)     |
| ---------------------- | --------------- | --------------------- |
| Продан 30′             | протокол (укр.) | 65′ Попов · 80′ Белик |

| ФК «Львов»           | 2:0             | «Черноморец» (Одесса) |
| -------------------- | --------------- | --------------------- |
| Мазур 2′, 86′ (пен.) | протокол (укр.) |                       |

| «Сокол» (Золочев) | 0:2             | «Металлург» (Мариуполь) |
| ----------------- | --------------- | ----------------------- |
|                   | протокол (укр.) | 73′ Гайдаш · 80′ Бабич  |

| ЦСКА (Киев)                 | 2:0             | «Нива» (Тернополь) |
| --------------------------- | --------------- | ------------------ |
| Евтушок 22′ · Мусолитин 49′ | протокол (укр.) |                    |

| «Днепр» (Днепропетровск)        | 3:1 (доп. вр.)  | «Металлург» (Запорожье) |
| ------------------------------- | --------------- | ----------------------- |
| Полтавец 21′ · Валяев 94′, 118′ | протокол (укр.) | 19′ Ковалец             |

| «Металлист» (Харьков) | 0:2             | «Кривбасс» (Кривой Рог) |
| --------------------- | --------------- | ----------------------- |
|                       | протокол (укр.) | 48′, 55′ (пен.) Мизин   |

| «Полесье» (Житомир) | 0:1             | «Металлург» (Донецк) |
| ------------------- | --------------- | -------------------- |
|                     | протокол (укр.) | 14′ Минтенко         |

## Четвертьфиналы
| Команда 1                | Счёт       | Команда 2               |
| ------------------------ | ---------- | ----------------------- |
| 2 ноября 2000 года       |            |                         |
| «Кривбасс» (Кривой Рог)  | 1:5 (д.в.) | «Шахтер» (Донецк)       |
| «Металлург» (Донецк)     | 0:2        | «Металлург» (Мариуполь) |
| «Спартак» (Сумы)         | 1:4        | ЦСКА (Киев)             |
| «Днепр» (Днепропетровск) | 1:0        | ФК «Львов»              |

### Результаты
| «Спартак» (Сумы)     | 1:4             | ЦСКА (Киев)                                                  |
| -------------------- | --------------- | ------------------------------------------------------------ |
| Охрименко 27′ (пен.) | протокол (укр.) | 13′ Волосянко · 30′ (авт.) Богач · 43′ Полищук · 82′ Косырин |

| «Металлург» (Донецк) | 0:2             | «Металлург» (Мариуполь)    |
| -------------------- | --------------- | -------------------------- |
|                      | протокол (укр.) | 75′ Бабич · 90′ Гончаренко |

| «Днепр» (Днепропетровск) | 1:0             | ФК «Львов» |
| ------------------------ | --------------- | ---------- |
| Зубков 81′               | протокол (укр.) |            |

| «Кривбасс» (Кривой Рог) | 1:5 (доп. вр.)  | «Шахтер» (Донецк)                          |
| ----------------------- | --------------- | ------------------------------------------ |
| Мизин 35′               | протокол (укр.) | 72′, 97′, 103′, 118′ Воробей · 113′ Алиуцэ |

## Полуфиналы
| Команда 1               | Счёт       | Команда 2                |
| ----------------------- | ---------- | ------------------------ |
| 11 апреля 2001 года     |            |                          |
| «Металлург» (Мариуполь) | 1:2        | «Шахтер» (Донецк)        |
| ЦСКА (Киев)             | 3:1 (д.в.) | «Днепр» (Днепропетровск) |

### Результаты
| «Металлург» (Мариуполь) | 1:2             | «Шахтер» (Донецк)         |
| ----------------------- | --------------- | ------------------------- |
| Молокуцко 69′           | протокол (укр.) | 19′ Агахова · 57′ Воробей |

| ЦСКА (Киев)                               | 3:1 (доп. вр.)  | «Днепр» (Днепропетровск) |
| ----------------------------------------- | --------------- | ------------------------ |
| Билозор 94′ · Монарёв 96′ · Костышин 103′ | протокол (укр.) | 97′ Валяев               |

## Финал
Финальный матч состоялся 27 мая 2001 года в Киеве на национальном спортивном комплексе «Олимпийский»
| «Шахтёр» (Донецк)  | 2:1 (доп. вр.) | ЦСКА (Киев) |
| ------------------ | -------------- | ----------- |
| Ателькин 78′, 119′ | протокол       | 7′ Костышин |

| Обладатель Кубка Украины 2000/01 |
| -------------------------------- |
| «Шахтёр» (Донецк) 3-й титул      |

## Лучшие бомбардиры
| Место | Игрок            | Клуб        | Матчи | Голы (пен.) |
| ----- | ---------------- | ----------- | ----- | ----------- |
| 1     | Андрей Воробей   | Шахтёр      | 5     | 6           |
| 2     | Васил Гигиадзе   | Таврия      | 2     | 3           |
| 3     | Сергей Валяев    | Днепр       | 3     | 3           |
| 4     | Владислав Зубков | Днепр       | 3     | 3 (1)       |
| 4     | Сергей Мизин     | Кривбасс    | 3     | 3 (1)       |
| 6     | Константин Бабич | Металлург М | 4     | 3           |